# Gorenja Nemška vas
Gorenja Nemška vas – wieś w Słowenii, w gminie Trebnje. W 2018 roku liczyła 95 mieszkańców.